# Липова алея (Комишня)
Ли́пова але́я (Катерининські липи) — ботанічна пам'ятка природи місцевого значення в Україні. Розташована в межах Комишнянської селищної громади Миргородського району Полтавської області, на схід від смт Комишня.
Площа 0,15 га. Статус присвоєно згідно з рішенням облвиконкому від 16.11.1979 року № 437. Перебуває у віданні: Комишнянська с/р.
Статус присвоєно для збереження алеї з 23 вікових дерев липи серцелистої, яка зростає вздовж автодороги смт Комишня — село Зуївці. Вік дерев бл. 200 років.